# Mohamed Konaté (futbolista nacido en 1997)
Mohamed Konaté (Odienné, 12 de diciembre de 1997) es un futbolista marfileño, nacionalizado burkinés, que juega en la demarcación de delantero para el FC Akhmat Grozny de la Liga Premier de Rusia.

## Selección nacional
El 9 de octubre de 2020 hizo su debut con la selección de Burkina Faso en un partido amistoso contra República Democrática del Congo que finalizó con un resultado de 3-0 a favor del combinado burkinés tras los goles de Issoufou Dayo, Bryan Dabo y Bertrand Traoré.

## Clubes
| Club                  | País           | Año       | Partidos | Goles |
| --------------------- | -------------- | --------- | -------- | ----- |
| FC Ural Yekaterinburg | Rusia          | 2016-2017 | 7        | 1     |
| SK Babīte             | Letonia        | 2017      | 1        | 1     |
| FC Kairat-Zhastar     | Kazajistán     | 2017      | 12       | 3     |
| FC Gomel              | Bielorrusia    | 2018      | 12       | 2     |
| FC Pyunik             | Armenia        | 2018-2019 | 22       | 8     |
| FC Tambov             | Rusia          | 2019      | 2        | 0     |
| FC Khimki             | Rusia          | 2019-2021 | 40       | 5     |
| FC Akhmat Grozny      | Rusia          | 2021-2024 | 90       | 34    |
| Al-Riyadh             | Arabia Saudita | 2024-2025 | 29       | 4     |
| FC Akhmat Grozny      | Rusia          | 2025-     |          |       |